# Per Adolf Berg
Per Adolf Berg, född 27 augusti 1786 i Romfartuna socken, Västmanlands län, död 9 februari 1864 i Alunda socken, Uppsala län, var en svensk organist.
Berg invaldes 1843 som associé av Kungliga Musikaliska Akademien.

## Biografi
Per Adolf Berg föddes 1786 på Sösta i Romfartuna socken i Västmanlands län. Han var son till sergeanten Pehr Berg och Catharina Fernander. Han blev 1808 klockare och organist i Kumla församling, Västerås stift, och 1821 i Alunda församling.

## P. A. Bergsjetong
Till minne av Berg präglades 1867 en medalj "att utdelas till organistelever". Medaljen är utformad av konstnären Lea Ahlborn. Åtsidan visar tonkonstens gudinna Euterpe med olika attribut samt texten KONGL. MUSIKALISKA AKADEMIEN. I avskärningen visas konstnärens namn LEA AHLBORN FEC. Frånsidan är försedd med omskriften UPPMUNTRAN / FÖR FLIT / OCH FRAMSTEG samt texten MINNE AF ORGANISTEN / I ALUNDA / P. A. BERG.